# طلاق در اسلام
طلاق در اسلام به عنوان مختلفی از طلاق گفته می‌شود که در برخی شوهر و در برخی دیگر زوجه اقدامات را شروع می‌کند.
قرآن به مردان مسلمان سفارش می‌کند که از طلاق همسرانشان خودداری ورزند؛ و سازش را بهتر دانسته است. در شرایط ناسازگاری زن و شوهر، قرآن پیشنهاد کرده‌است که داوری از خانواده شوهر و داوری از خانواده زن با هم بحث کنند.
کسانی که به ترک هم‌خوابگی با زنان خود سوگند یاد می‌کنند، می‌بایست چهارماه، قبل از نافذ شدن طلاق، انتظار بکشند و اگر باز هم اصرار داشتند، حکم اجرا می‌شود.
اگر طلاق پیش از نزدیکی صورت پذیرد و شوهر برای زن مهری تعیین کرده باشد، می‌بایست نصف آن‌چه معین کرده، به زن بپردازد.
قرآن نوعی طلاق رجعی را که در آن، مرد به زن خود می‌گوید پشت تو چون پشت مادر من است، زشت می‌شمارد.
در ازدواج دائم، مرد می‌تواند همسرش را طلاق دهد؛ مشروط به این‌که زن در مدت عادت ماهانه یا باردار نباشد. برای تقاضای طلاق از سوی زن، عموماً شرایطی در پیمان ازدواج معین می‌شود. مثلاً اگر زن در پیمان ازدواج شرط کرده باشد که هرگاه شوهر زن دیگر بگیرد یا با او بدرفتاری کند، تقاضای طلاق خواهد کرد. در صورت ناتوانی شوهر از دادن نفقه، زن می‌تواند تقاضای طلاق نماید. همچنین، ابتلای شوهر به بیماری روانی یا جسمانی که باعث اختلال در زندگی زناشویی شود؛ می‌تواند دلیلی برای تقاضای طلاق از سوی زن باشد.